# Nero Wolfe e sua figlia
Nero Wolfe e sua figlia (titolo originale Over My Dead Body) è il settimo romanzo giallo di Rex Stout con Nero Wolfe protagonista.

## Storia editoriale
Il romanzo fu pubblicato in versione ridotta sul numero di settembre 1939 della rivista The American Magazine e in formato libro nel 1940.

## Trama
Quando una ragazza montenegrina giunge alla casa di arenaria per chiedere aiuto, un semplice caso di diamanti rubati in un'accademia di scherma si trasforma rapidamente in un caso di intrighi internazionali e omicidi. Il passato di Nero Wolfe, a lungo sepolto e gelosamente custodito, viene alla luce. Si scopre che l'investigatore ha una figlia adottiva, che si ritrova coinvolta nelle indagini e viene sospettata dalla polizia.

## Personaggi principali
- Nero Wolfe: investigatore privato
- Archie Goodwin: suo assistente
- Fritz Brenner: cuoco e maggiordomo
- Saul Panzer, Fred Durkin e Orrie Cather: investigatori privati
- Nikola Miltan: campione spadaccino
- Joan Miltan: moglie di Nikola
- Neya Tormic, Carla Lovchen: splendide ragazze montenegrine
- Percy Ludlow, Rudolph Faber, Nathaniel Driscoll, Donald Barrett, Madame Zorka, Belinda Reade: allievi di scherma
- John Barrett: padre di Donald
- Cramer: ispettore della Squadra Omicidi
- Purley Stebbins: sergente della Squadra Omicidi
- Stahl: agente federale

## Critica
In questo romanzo Nero Wolfe afferma di essere nato a Trenton, nel New Jersey, contrariamente a quanto appare nel resto del corpus delle sue storie, dove si legge più volte che è nato nel Montenegro ed è cittadino americano naturalizzato. Stout spiegò successivamente la differenza al suo biografo John McAleer:
"Rex mi disse che già nel 1939 Wolfe era irritato dall'insaziabile curiosità dell'FBI sugli affari privati dei cittadini rispettosi della legge. Di conseguenza, Wolfe non si sentì obbligato a dire la verità su se stesso quando venne interrogato da Stahl. C'era, però, un'altra ragione per le affermazioni contraddittorie di Wolfe circa il suo luogo di origine. Rex mi spiegò: "Editori e curatori sono i responsabili della discrepanza. [...] nella bozza originale di Over My Dead Body Nero era montenegrino di nascita, il che quadrava con tutti i precedenti accenni al suo background; ma violente proteste da parte della American Magazine, sostenuti dalla Farrar & Rinehart, spostarono il suo luogo di nascita di cinquemila miglia. [...] Mi ero stancato di tutto il clamore, e poi sembrava improbabile che a qualcuno sarebbe importato un accidenti, o, quanto a questo, che qualcuno lo avrebbe persino notato."

## Opere derivate
- Episodio dal titolo Nero Wolfe e sua figlia, facente parte della serie televisiva Nero Wolfe prodotta dall'emittente televisiva A&E Network, trasmesso per la prima volta l'8 luglio 2001, con Maury Chaykin nel ruolo di Nero Wolfe.
- Episodio dal titolo Coppia di Spade, facente parte della serie televisiva Nero Wolfe per la regia di Riccardo Donna, trasmesso per la prima volta il 24 maggio 2012, con Francesco Pannofino nel ruolo di Nero Wolfe.

## Edizioni
- Nero Wolfe e sua figlia, traduzione di Alfredo Pitta, collana I Classici del Giallo (n. 392), Arnoldo Mondadori Editore, 1982,  p. 244.
- Nero Wolfe e sua figlia, traduzione di Alfredo Pitta, Collana Bestseller, BEAT, 2020,  p. 238.